# Vacina contra o herpes zoster
As vacinas contra o herpes zoster são uma série de vacinas que têm demonstrado diminuir a incidência de herpes zoster. Um tipo de vacina contra a herpes zoster é, essencialmente, uma dose maior de vacina contra a varicela, uma vez que tanto a herpes zoster como a varicela são causadas pelo vírus varicela-zoster (VVZ). Em 2017 foi aprovada nos Estados Unidos uma versão recombinante. A vacina contra o herpes zoster é eficaz na prevenção de herpes zoster e garante proteção durante pelo menos três anos. Num estudo com 38.000 adultos de 60 ou mais anos que foram vacinados com Zostavax, verificou-se que a vacina diminuiuo a incidência de herpes zoster em 51%, diminui o número de casos de nevralgia pós-herpética em 67% e diminuiu a gravidade e duração da dor e desconforto associados à herpes zoster em 61%.